# Altimir-Gletscher
Der Altimir-Gletscher (bulgarisch ледник Алтимир lednik Altimir) ist ein 4,8 km langer und 5,5 km breiter Gletscher auf der Anvers-Insel im Palmer-Archipel vor der Westküste der Antarktischen Halbinsel. Er fließt von den Nordhängen der Osterrieth Range in nördlicher Richtung zur Dalchev Cove, die er östlich des Studena Point erreicht.
Britische Wissenschaftler kartierten ihn 1980. Die bulgarische Kommission für Antarktische Geographische Namen benannte ihn 2009 nach der Ortschaft Altimir im Nordwesten Bulgariens.